# CFF Tm 234
Le Tm 234 «Ameise» (fourmi en allemand) est un véhicule ferroviaire de chantier à deux essieux des Chemins de fer fédéraux suisses (CFF), produit à 125 exemplaires entre 1997 et 2007. Quelques chemins de fer privés ont également acquis ce type de véhicule.

## Livraisons
La production débuta en 1997 et les exemplaires furent livrés depuis 1999 et ce, en trois séries successives : 
La première série de 50 véhicules (234 000-012 et 050-086) fut commandée en 1997. Une deuxième commande, elle aussi de 50 véhicules (234 100-149) fut passée en 2000. Enfin, en décembre 2005, les CFF commandèrent une troisième série de 25 exemplaires (234 200-224), pour un prix total de 39 millions de CHF. 
La production débuta dans la foulée de la première commande, les premiers exemplaires furent livrés en 1999 et les derniers furent réceptionnés par les CFF à la fin novembre 2007.
C'est le consortium Stadler Rail / Bombardier Transportation / Winpro / ADtranz qui fut chargé de la fabrication. La dernière série fut toutefois uniquement construite par Stadler (qui avait entretemps acquis Winpro).

## Aspects techniques
Le moteur principal (12 cylindres de fabrication MTU) développe une puissance de 550 kW, qu'il transmet aux quatre moteurs de traction via un système hydrostatique. La force de traction maximale au démarrage est de 81 kN. Un groupe électrogène de secours d'une puissance de 15 kW est monté pour l'assistance et l'éclairage. Tous les véhicules sont équipés d'un compresseur à vis avec un débit de 800 l/min à une pression maximale de 10 bars. 
Il existe trois modes de fonctionnement différents : mode ligne (vitesse maximale de 80 km/h) ; mode travail (environ 27 km/h) ; mode grue (environ 5 km/h). Dans le deuxième mode cité, le véhicule peut être manœuvré à l'aide d'une télécommande radio. En cas de remorquage, il peut rouler à une vitesse maximale de 100 km/h.
Pour les travaux sur les installations ferroviaires, le Tm 234 possède une grue de chargement (Palfinger PK9001). La charge maximale de matériel sur le pont de chargement est de 7 tonnes. 
Le Tm 234 012 fut équipé à titre d'essai d'une nacelle élévatrice, cette dernière pouvant présenter une extension maximale de 18 mètres.
Les Tm 234 étaient équipés de série du système d'arrêt automatique Integra-Signum et tous furent ultérieurement équipés de l'Euro-Signum. Certains exemplaires reçurent toutefois le système ZUB 262ct (avec ETM) ou de l'ETCS (234 109, 112, 143 et 144). En outre, entre 2003 et 2007, les CFF équipèrent l'ensemble des véhicules de filtres à particules. 

## Véhicules livrés à des compagnies privées
En 2000, la compagnie du Mittelthurgaubahn (de) (MThB) prit livraison de deux engins identiques (Tm 236 648-649) pour l'entretien de la Seelinie (de) (reprise par les CFF). À la liquidiation de MThB en 2003, l'un fut vendu aux Transports Publics Fribourgeois (Tm 237 087, aujourd'hui 234 087) et l'autre aux CFF (Tm 234 090). 
Les Transports régionaux du Mittelland (RM) commandèrent cinq véhicules identiques à ceux des CFF. Livrés en 2004,  ils font partie du parc du BLS depuis la fusion des deux compagnies en 2006 (Tm 236 380-384, nouvellement 234 380-384).
Le prototype de la série, construit en 1995 par  Robert Aebi & Cie (RACO) sous le numéro d'usine 2026, servit de véhicule de démonstration et de prêt chez SLM, puis à Winpro. En 2005, il fut finalement vendu aux Transports de Martigny et Régions (TMR), où il reçut le nom « Barry» et la désignation Tm 237 554-1, qui évolua en 2015 en Tm 234 354-9 .

## Accidents et retrait du service
Dans la nuit du samedi 16 au dimanche 17 octobre le Tm 234 050 subit un incendie à l'extrémité nord de la gare de Faido. Si l'incident ne fit aucune victime, la caténaire fut endommagée et le véhicule complètement détruit. Ce dernier fut donc retiré du service actif et démoli.
Le Tm 234 216 a également été retiré du service en novembre 2012.
En juin 2023, les Tm 234 011, 051 et 090 sont proposés à la vente sur la plateforme CFF Resale.

## Galerie

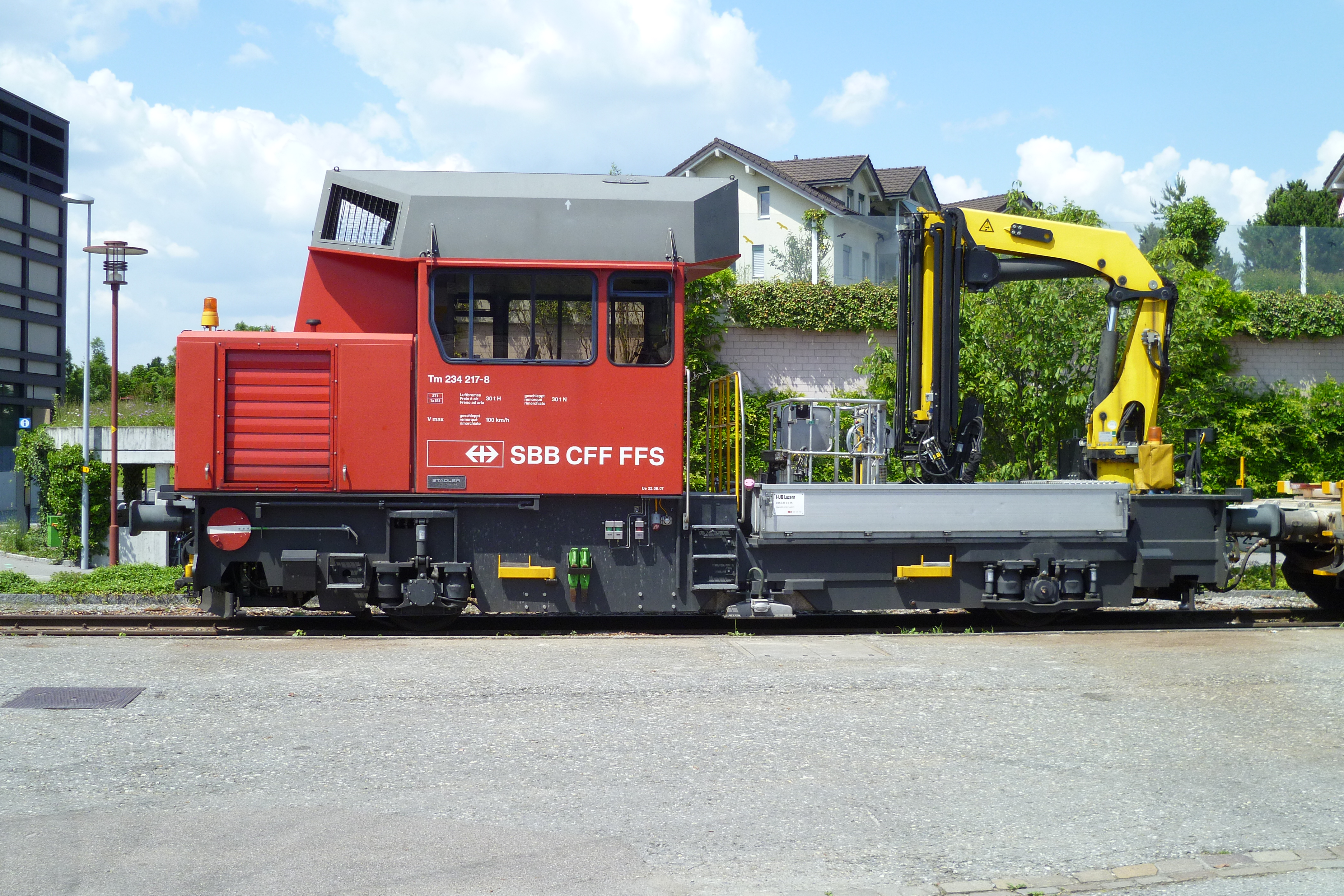
Le Tm 234 217 vue de profil
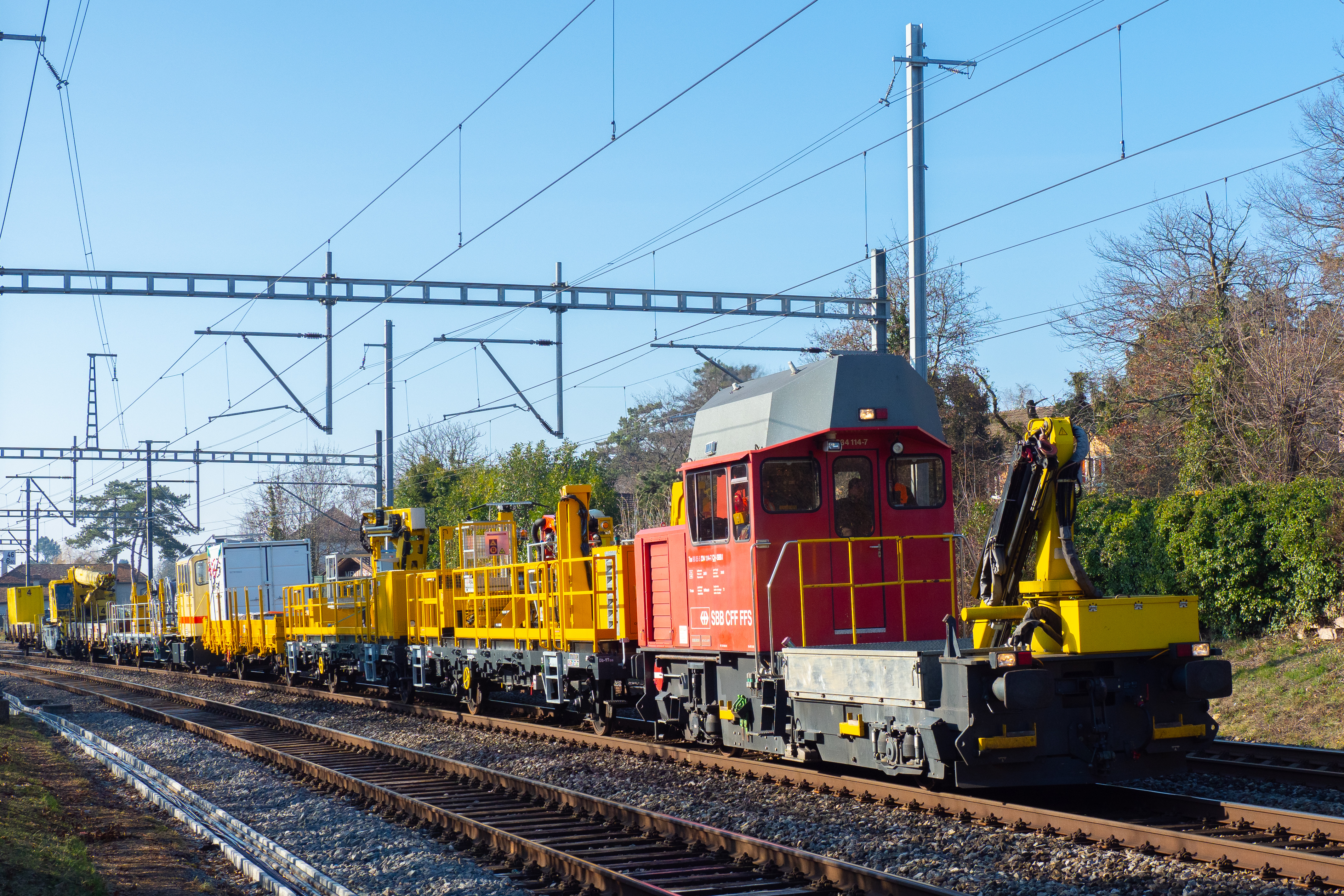
Le Tm 234 114 tractant un train de travaux vers Coppet
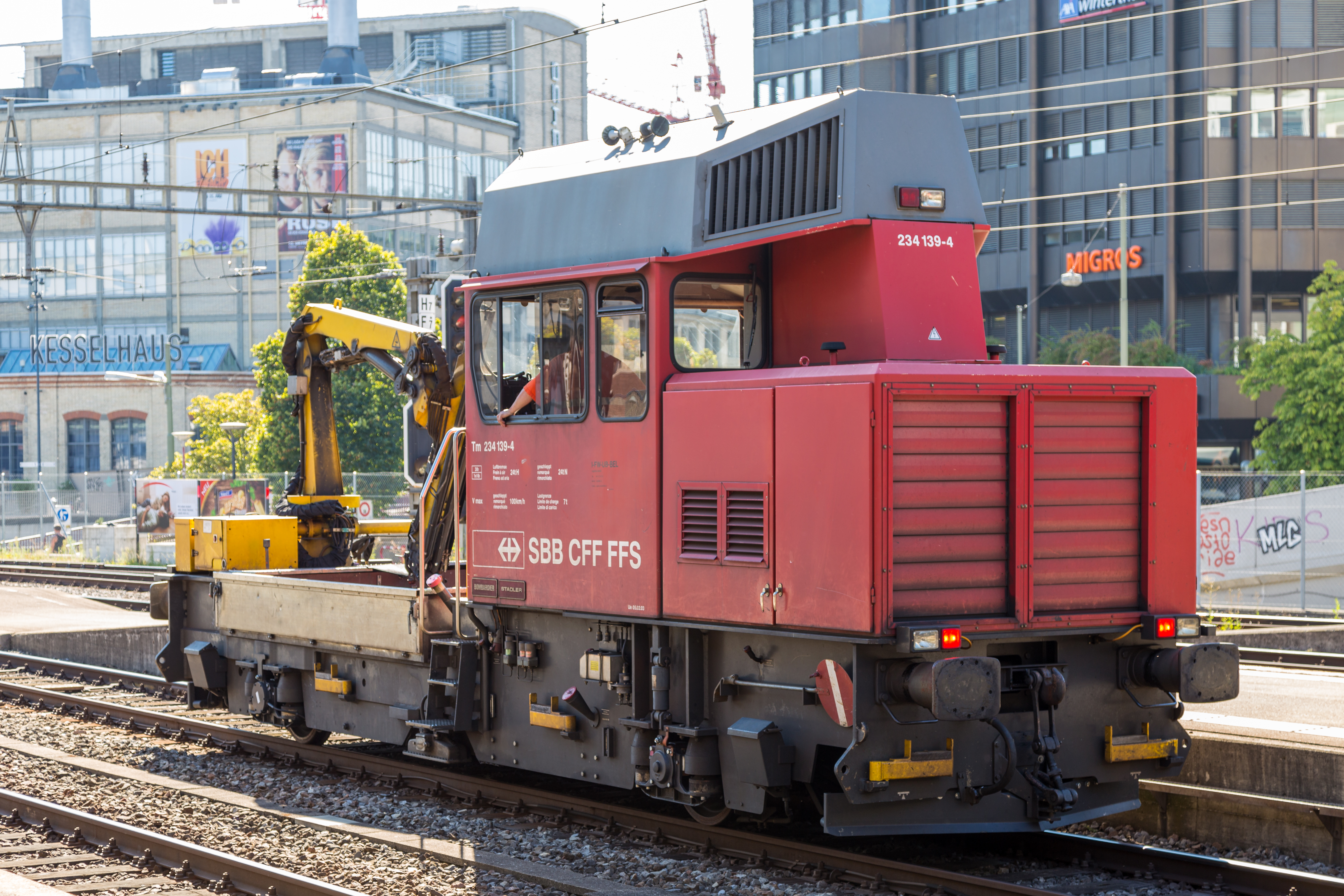
Le Tm 234 139 à Winterthour en 2013
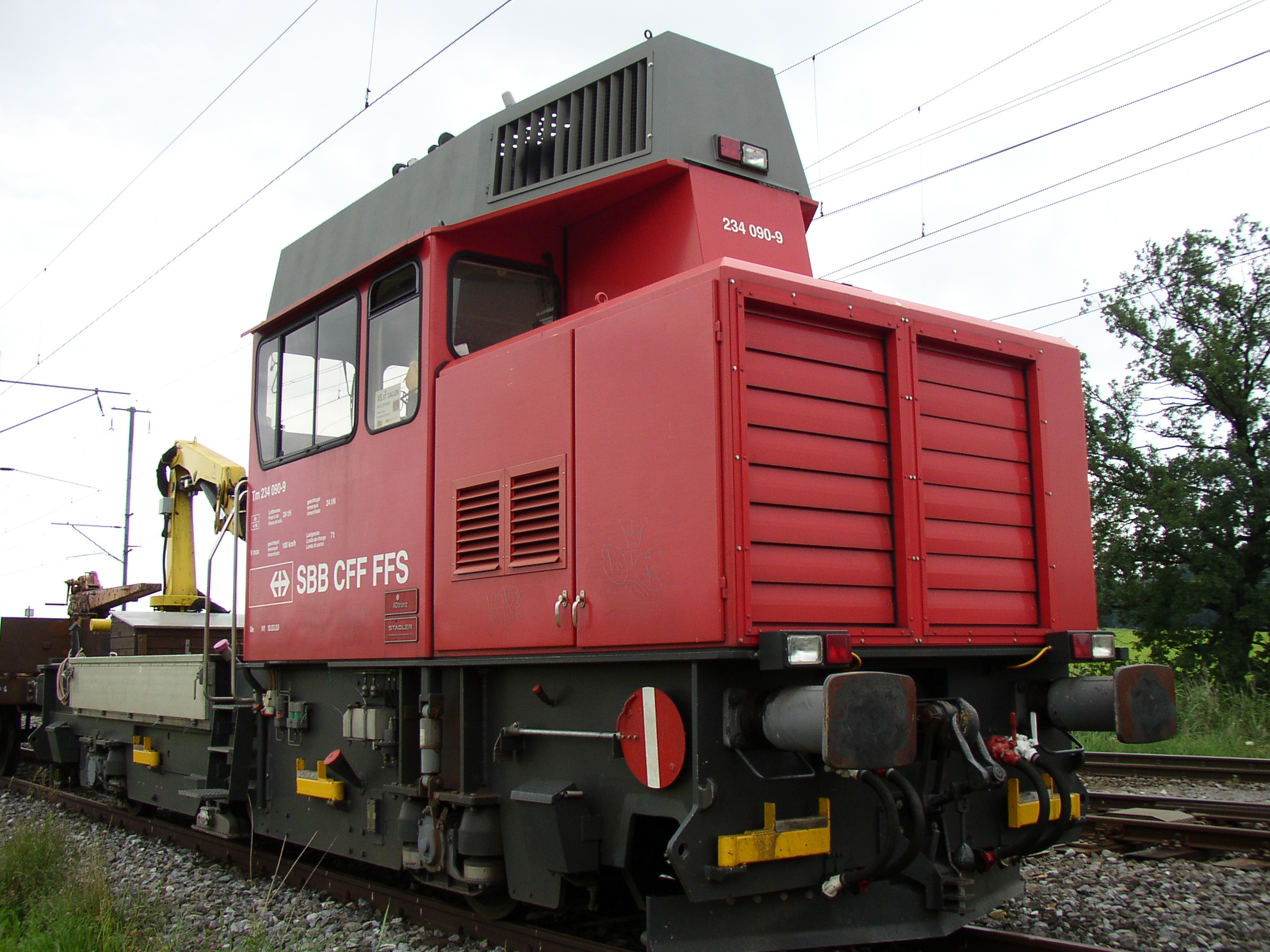
Le Tm 234 090 ex-Tm 236 649 MThB
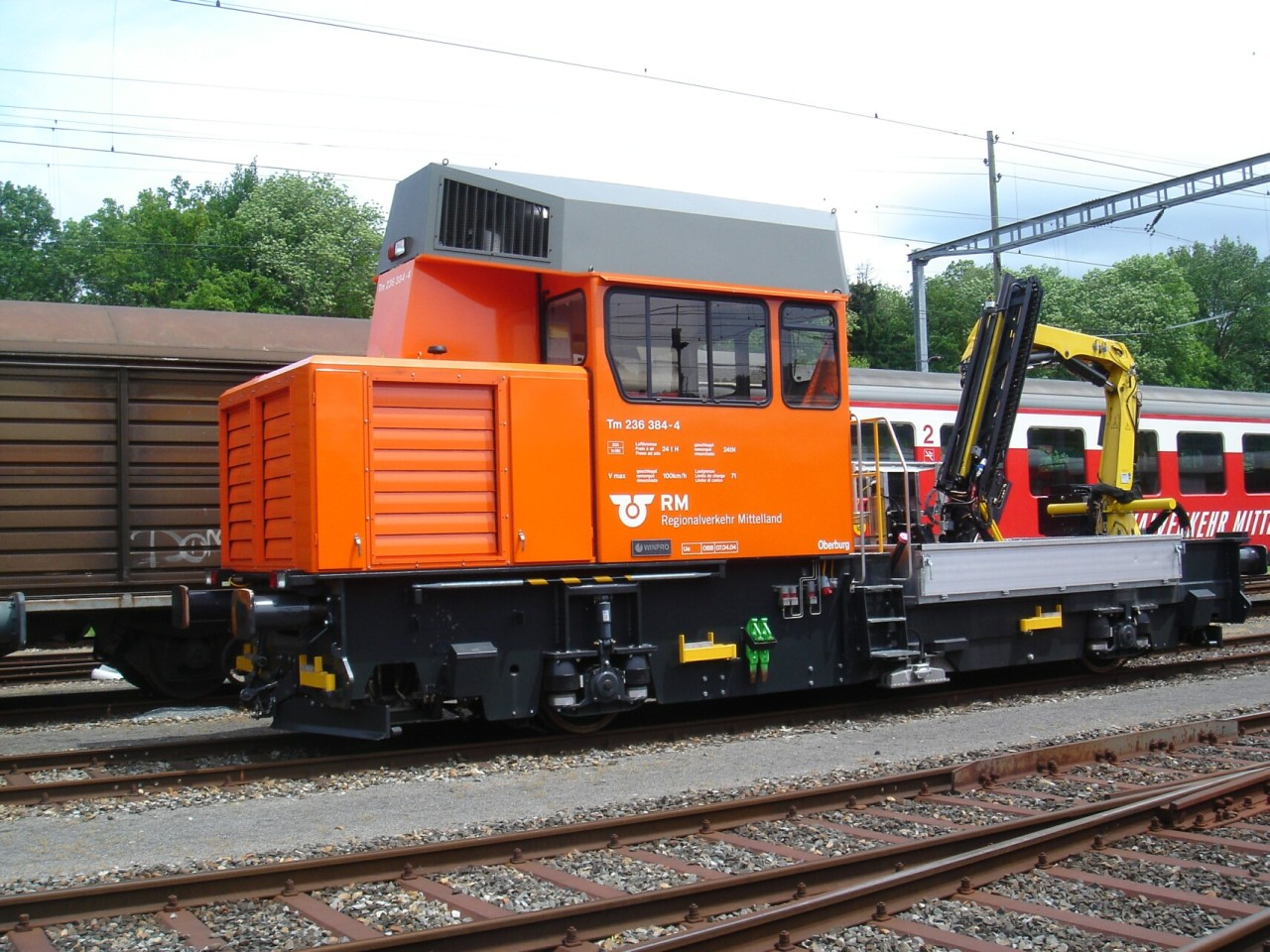
Le Tm 236 384 à Oberburg en 2004
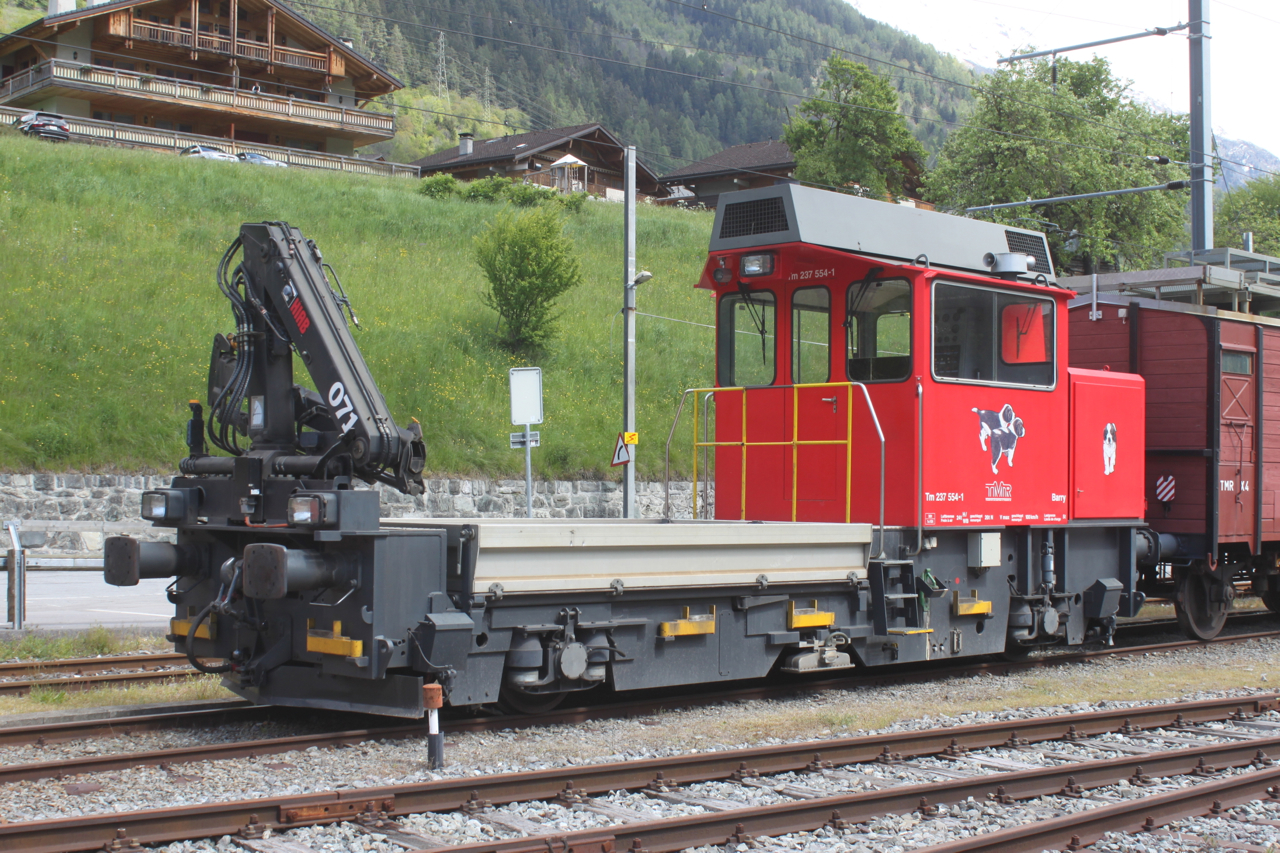
Le Tm 237 554 «Barry» au Châble